# Citheronia bodoquens
Citheronia bodoquens är en fjärilsart som beskrevs av Lauro Travassos och Rego Barros 1966. Citheronia bodoquens ingår i släktet Citheronia och familjen påfågelsspinnare. Inga underarter finns listade i Catalogue of Life.